# Sicus
Sicus is een vliegengeslacht uit de familie van de blaaskopvliegen (Conopidae). De wetenschappelijke naam van het geslacht is voor het eerst geldig gepubliceerd in 1763 door Scopoli.

## Synoniemen
- Stomoxoides Schaeffer, 1766

## Soorten
- Sicus abdominalis Krober, 1915
- Sicus alpinus Stuke, 2002
- Sicus ferrugineus: Roestbruine kromlijf (Linnaeus, 1761)
- Sicus fusenensis: Mystieke kromlijf Ouchi, 1939
- Sicus nigritarsis Zimina, 1975